# Saturno che divora i suoi figli
Saturno che divora i suoi figli (Saturno devorando a su hijo) è un dipinto a olio su intonaco trasportato su tela (143,5x81,4 cm) del pittore spagnolo Francisco Goya, realizzato nel 1820-1823 e conservato al Museo del Prado di Madrid.

## Storia

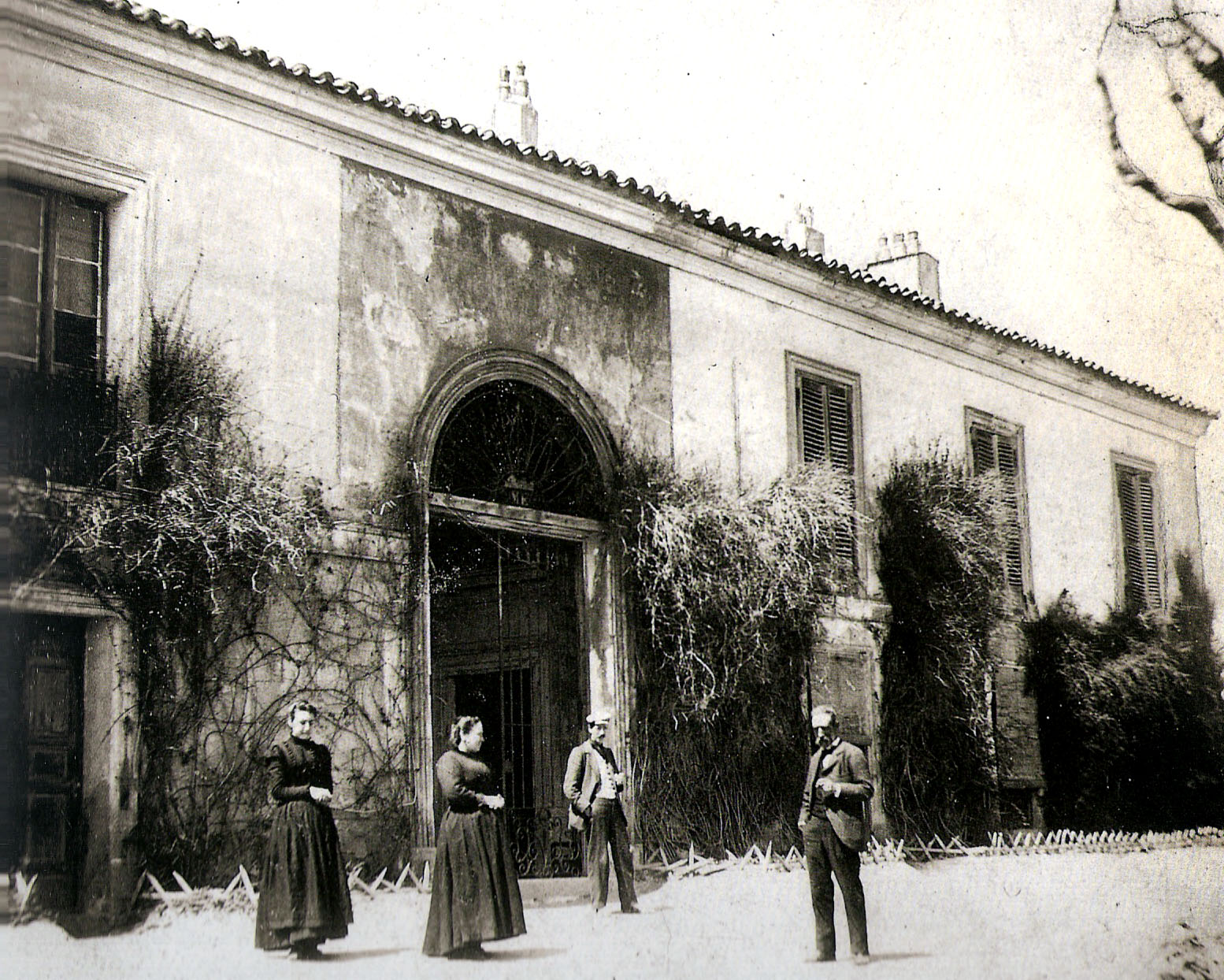
La Quinta del Sordo nel 1900 circa

Saturno che divora i suoi figli è a soggetto mitologico e riprende un tema già affrontato nel 1637-1638 da Peter Paul Rubens in una tela omonima: Saturno. Si trattava di una divinità identificata dai Greci con Crono, il più giovane dei Titani, figlio di Urano (il Cielo) e di Gea (la Madre Terra). Secondo la cosmogonia greca, Crono, essendogli stato profetizzato che uno dei suoi figli lo avrebbe soppiantato e privato del potere, li iniziò a divorare a uno a uno. La moglie Rea riuscì a porre in salvo solo Zeus, il sestogenito, che mise provvidenzialmente in salvo nell'isola di Creta. Qui Zeus crebbe, nutrito dalla ninfa Adrastea con il latte della capra Amaltea, e diventato adulto affrontò il padre, lo obbligò a restituire i figli ingoiati e lo spodestò dal trono, diventando il signore supremo di tutti gli dei.
L'opera fa parte delle cosiddette Pitture nere, un ciclo di quattordici dipinti realizzati da Goya sulle pareti della propria casa (la Quinta del Sordo), sulle rive del Manzanarre, presso Madrid, dove abitò negli anni tra il 1819 e il 1823. I dipinti della serie, tutti realizzati con pittura a olio su intonaco, non erano stati commissionati e non erano intesi per essere mostrati al pubblico. Quando Goya si trasferì in Francia, la casa passò al nipote Mariano e nel 1874 era in possesso del barone di Erlanger, il quale, a causa del loro deterioramento, li fece trasferire su tela con la supervisione del curatore del museo del Prado, Salvador Martinez Cubells, e nel 1878 li donò allo Stato spagnolo. Oggi il Saturno che divora i suoi figli è esposto a Madrid, presso il museo del Prado.

## Descrizione

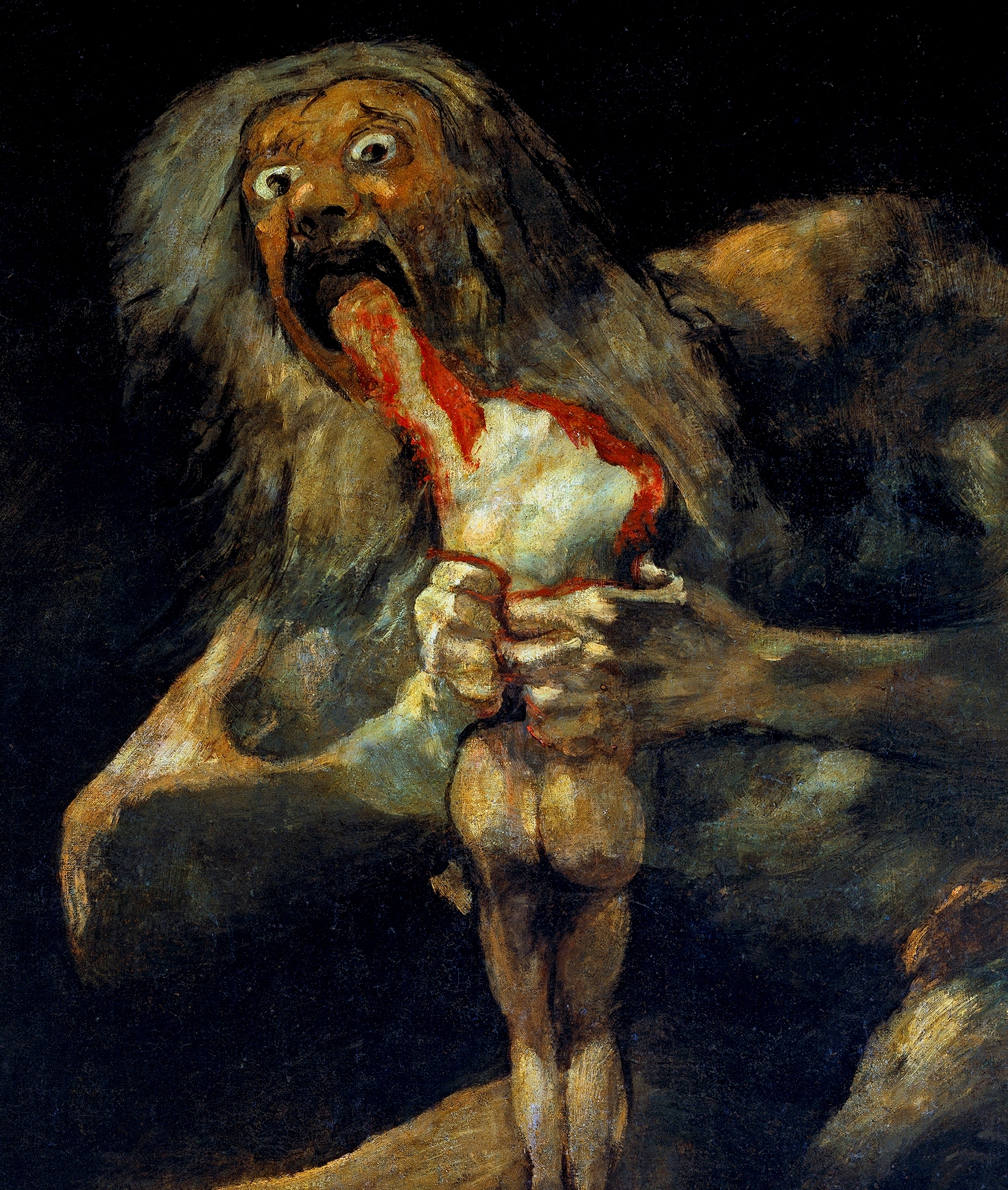
Dettaglio del dipinto

L'opera coglie Saturno mentre divora uno dei suoi figli appena nati. Si tratta di una scena terrificante: il dio è in preda a una foga cannibalesca e ha uno sguardo allucinato, gli occhi strabuzzanti dalle orbite, le fauci spalancate e le mani avide, ed esprime una «violenza che diventa pura energia del male» (Vittorio Sgarbi), a tal punto che sembra pronto a dare un altro morso al corpicino del malcapitato. Del figlio, invece, non rimangono che pochi brandelli sanguinolenti. La scena, immersa in un buio nero come catrame, è rischiarata qua e là da una luce radente proveniente da sinistra che conferisce peso e verosimiglianza alle due figure. Le pennellate, invece, sono forti, rapide e informali.
Sono state avanzate varie interpretazioni del significato del dipinto: il conflitto tra vecchiaia e gioventù, il tempo come divoratore di ogni cosa, la Spagna che divorava i suoi figli migliori in guerre e rivoluzioni, o, più in generale, la condizione umana nei tempi moderni. Un'altra interpretazione identifica la figura di Crono con quella di Ferdinando VII, che dopo la restaurazione e il ritorno sul trono di Spagna attuò il ripristino dell'assolutismo e la repressione di qualsiasi fermento d'ispirazione liberale; forse, tuttavia, potrebbe riferirsi alla galoppante abdicazione della ragione in favore dell'irrazionalità, finalmente riconosciuta come vera forza motrice di ogni comportamento umano. A prescindere da queste difficoltà interpretative, comunque, il Saturno che divora i suoi figli è certamente il quadro più estremo e compiuto del ciclo delle cosiddette Pitture Nere, al quale è legato, oltre che per un'omologia dei toni cupi e minacciosi, anche per un fil rouge tematico legato proprio alla figura di Saturno, tradizionalmente associata alla disperazione e alla vecchiaia. È in questo modo che «la Quinta del Sordo può leggersi come la Quinta de Saturno», come osservato da Silvia Borghesi.
Come già accennato, il tema di Saturno che divora i figli era già stato trattato da Rubens, in un quadro omonimo conservato anch'esso presso il Prado. Si tratta tuttavia di un dipinto maggiormente convenzionale e rappresenta il dio compiere l'atto con maggiore freddezza e calcolo; Goya, al contrario, dipinge Saturno come un uomo preso dalla follia, ben un secolo prima che Sigmund Freud scandagliasse gli abissi dell'inconscio. È proprio grazie al suo esasperato furore espressivo che il Saturno che divora i suoi figli è assurto a dignità di icona, venendo universalmente riconosciuto come uno dei dipinti più celebri di Goya e una delle opere più significative dell'arte figurativa europea.